# None
Als None (von lateinisch nona: „die neunte“) bezeichnet man in der Musik ein Intervall, das neun Tonstufen einer diatonischen, heptatonischen Tonleiter umspannt (z. B. c–d’). Im engeren Sinne kann mit None auch die neunte Stufe der Tonleiter, das heißt der nächstfolgende Ton oberhalb der Oktave, gemeint sein.

Notenbeispiel: Nonenintervalle
Die große None (a) umfasst vierzehn, die kleine None (b) dreizehn Halbtonschritte. Im Kontrapunkt und im harmonischen Satz sind Nonen normalerweise wie Sekunden zu behandeln. In der Funktionsharmonik fällt der None v. a. im Dominantseptnonakkord, in der Jazzharmonik als vierte Terz über dem Grundton (c) eine besondere Rolle zu. 
Bei der None kommt ein psychoakustischer Effekt zum Tragen. Der Zusammenklang von großer oder kleiner None mit dem Grundton wird als  weniger unangenehm empfunden als der Zusammenklang von großer oder kleiner Sekunde mit dem Grundton. Obwohl eigentlich dissonant, wird ein Akkord gebildet aus Grundton, reiner Quinte und großer None (Quintnonenakkord) schon fast als konsonant empfunden, wenn in pythagoräischer (ohne Verwendung der pythagoräischen Wolfsquinte), reiner (gilt nur für den auf dem Grundton der Skala aufgebauten Akkord) oder gleichstufiger Stimmung gespielt wird.
Im Zusammenhang mit der Partialtonreihe, zum Beispiel bei Orgelregistern, wird der 9. Partialton als None bezeichnet. Diese None hat zur nächsttieferen Oktave ein Frequenzverhältnis von 9:8. Die None nimmt innerhalb der Partialtonreihe eine Sonderstellung ein. Sie ist nicht nur der 9. Partialton zum Grundton, sondern zugleich der 3. Partialton des 3. Partialtons („Quinte“) zum Grundton. Dies ist auch ein Grund für die geringe Dissonanzwirkung, wenn die große None in einem Akkord zusammen mit Grundton und Quinte bei pythagoreischer, reiner oder gleichstufiger Stimmung erklingt.